# Çaykur Rizespor
Çaykur Rizespor Kulübü – turecki klub piłkarski z siedzibą w mieście Rize na wybrzeżu Morza Czarnego, założony w 1953 roku, od XXI wieku jeden z czołowych tureckich klubów, regularnie występuje w rozgrywkach Superligi, w 2001 reprezentował kraj w Pucharze Intertoto, odpadając w pierwszej rundzie. Obecnie występuje w rozgrywkach Süper Lig.

## Skład na sezon 2018/2019
| Nr | Poz. | Piłkarz                                         |
| -- | ---- | ----------------------------------------------- |
| 1  | BR   | Samir Ujkani                                    |
| 2  | OB   | Armand Traoré                                   |
| 3  | OB   | Montassar Talbi                                 |
| 4  | OB   | Maurício Donizete Ramos Júnior                  |
| 5  | PO   | Abdullah Durak                                  |
| 6  | PO   | Robin Yalçın                                    |
| 7  | OB   | Jarosław Jach (wypożyczony z Crystal Palace FC) |
| 8  | PO   | Davide Petrucci                                 |
| 11 | PO   | Mustafa Saymak                                  |
| 12 | BR   | Gürkan Hervenik                                 |
| 14 | OB   | Jakub Brabec (wypożyczony z KRC Genk)           |
| 17 | PO   | Marwane Saâdane                                 |
| 18 | NA   | Braian Jose Samudio Segovia                     |
| 19 | NA   | Oğulcan Çağlayan                                |

| Nr | Poz. | Piłkarz                                                |
| -- | ---- | ------------------------------------------------------ |
| 20 | PO   | Süleyman Koç                                           |
| 21 | PO   | Ali Çamdalı (kapitan)                                  |
| 22 | OB   | Emir Han Topçu                                         |
| 23 | BR   | Gökhan Akkan                                           |
| 25 | BR   | Cihan Topaloğlu                                        |
| 27 | OB   | Matic Fink                                             |
| 34 | PO   | Cinar Tarhan                                           |
| 35 | PO   | Musa Çağıran (wypożyczony z Osmanlıspor Futbol Kulübü) |
| 44 | OB   | Koray Altınay                                          |
| 50 | NA   | Aminu Umar (wypożyczony z Osmanlıspor Futbol Kulübü)   |
| 54 | OB   | Mehmet Uslue                                           |
| 77 | OB   | Orhan Ovacıklı                                         |
| 94 | NA   | Vedat Muriqi                                           |

## Europejskie puchary
Legenda do wszystkich tabel:
- Q – runda eliminacyjna, 1/16, 1/8, 1/4, 1/2 – odpowiednia faza rozgrywek, Grupa – runda grupowa, 1r gr – pierwsza runda grupowa, 2r gr – druga runda grupowa, F – finał, R – runda, PO – play-off
- k. – rzuty karne, los. – losowanie, Dogr. – dogrywka, w. – zasada bramek strzelonych na wyjeździe

| Sezon | Rozgrywki        | Runda | Przeciwnik    | Dom | Wyjazd | Ogólnie |
| ----- | ---------------- | ----- | ------------- | --- | ------ | ------- |
| 2001  | Puchar Intertoto | 2R    | Pobeda Prilep | 0–2 | 1–2    | 1–4     |

## Strony klubowe
- Strona oficjalna